# Concón
Concón ist eine chilenische Küstenstadt und Teil der Agglomeration Valparaísos, V Region. Concón ist die selbsternannte gastronomische Hauptstadt des südamerikanischen Anden-Staates.

## Geographie
Die Stadt liegt an einer Bucht der Pazifikküste in der Zentralregion Chiles. Zusammen mit Valparaíso, Viña del Mar und Reñaca bildet sie die Agglomeration Valparaísos. Sie erstreckt sich über eine Höhe von 0 bis 230 Meter.

### Klima
Das Klima in Concón ist mediterran. Aufgrund seiner bergigen Beschaffenheit in Meeresnähe ist Chile durch unterschiedliche Mesoklimata geprägt. Das Klima in Concón ist vergleichsweise kühl und windig.
|                       | Jan | Feb | Mär | Apr | Mai | Jun | Jul | Aug | Sep | Okt | Nov | Dez |   |      |
| Mittl. Tagesmax. (°C) | 24  | 23  | 22  | 20  | 18  | 16  | 15  | 15  | 18  | 19  | 21  | 23  | ⌀ | 19,5 |
| Mittl. Tagesmin. (°C) | 16  | 14  | 13  | 12  | 10  | 9   | 9   | 11  | 12  | 13  | 15  | 16  | ⌀ | 12,5 |
|                       |     |     |     |     |     |     |     |     |     |     |     |     |   |      |
| Niederschlag (mm)     | 5   | 4   | 14  | 30  | 50  | 100 | 107 | 75  | 40  | 25  | 20  | 10  | Σ | 480  |

| 16 |

| 14 |

| 13 |

| 12 |

| 10 |

| 9 |

| 9 |

| 11 |

| 12 |

| 13 |

| 15 |

| 16 |

| 16 |

| 14 |

| 13 |

| 12 |

| 10 |

| 9 |

| 9 |

| 11 |

| 12 |

| 13 |

| 15 |

| 16 |

Viña del Mar ist die nächstgelegene Wetterstation.

## Geschichte
Die erste Erwähnung findet Conćon durch Don Pedro de Valdivia, als er 1851 begann, eine Eisenbahnlinie von Santiago nach Valparaíso zu bauen. Obwohl die Stadt in den ursprünglichen Plänen erwähnt wurde, wurde die endgültige Route aufgrund des sandigen Bodens in Concón durch Quilpué verlegt.
Am 21. August 1891 kam es zur „Schlacht von Concón“, dem entscheidenden militärischen Gefecht des chilenischen Bürgerkrieges zwischen den Anhängern des Kongresses und Unterstützern des Präsidenten José Manuel Balmacedas. Der Ausgang des Bürgerkrieges markierte in Chile das Ende des präsidialen Regierungssystems zugunsten eines parlamentarischen.
Concón wurde 1899 zur Stadt erhoben, der Ort gehörte zuvor zur Gemeinde Limache. 1927 wurde Concón als Stadtteil zu Viña del Mar eingemeindet, ist seit dem 28. Dezember 1995 aber wieder als selbstständige Stadt anerkannt und hat einen eigenen Bürgermeister.
Seit dem frühen 20. Jahrhundert hat sich Concón als Urlaubsresort hauptsächlich für die Einwohner Santiagos etabliert.
Am 12. Dezember 2006 wurde Chiles ehemaliger Diktator Augusto Pinochet in Concón im Parque del Mar eingeäschert. Aus Sorge vor Vandalismus wurde seine Asche der Familie übergeben.

## Demografie
Nach einem undatierten Census des chilenischen Instituts für Statistik hat Concón 32.273 Einwohner auf 76 km². 15.713 Einwohner sind weiblich, 16.560 männlich. Dies sind 2,1 % der Einwohner der V Region.

## Gastronomie und Tourismus
Entlang der Küste befinden sich mehrere Strände mit unterschiedlichen Restaurants. Die meisten Restaurants der "gastronomischen Hauptstadt Chiles" servieren klassische chilenische Gerichte, vor allem Fisch und Meeresfrüchte. Der nördlichste Strand, Playa La Boca, mündet in ein Naturschutzgebiet.
In der Stadt selbst gibt es mehrere Parks.

## Persönlichkeiten
- Rodolfo Moya (* 1979), Fußballspieler
- Óscar Opazo (* 1990), Fußballspieler